# 양원혁
양원혁(梁元赫, 1991년 7월 21일 ~ )은 전 KBO 리그 LG 트윈스의 내야수이자, 현 KBO 리그 LG 트윈스의 2군 수비코치이다. 그의 아버지는 전 KBO 리그 삼미 슈퍼스타즈의 외야수이자, 현 KBO 리그 한화 이글스의 수석코치인 양승관이고, 그의 작은 아버지는 전 KBO 리그 쌍방울 레이더스의 내야수인 양후승이다.

## 선수 시절

### LG 트윈스시절
2014년에 입단하였다. 2015년 5월 22일 롯데전에 출전하며 데뷔 첫 경기를 치렀고, 경기에서 1타수 1안타를 기록했다. 이 경기에서 이인복을 상대로 데뷔 첫 안타를 기록했다.

### 경찰 야구단시절
2016년에 입단하였다.

### LG 트윈스복귀
2017년에 복귀하였다.

## 야구선수 은퇴 후
2020년부터 LG 트윈스의 전력분석원으로 활동했다.

## 출신 학교
- 인천숭의초등학교
- 동인천중학교
- 인천고등학교
- 인하대학교

## 통산 기록
| 연도 | 팀명  | 타율  | 경기 | 타수 | 득점 | 안타 | 2루타 | 3루타 | 홈런 | 루타 | 타점 | 도루 | 도실 | 볼넷 | 사구 | 삼진 | 병살 | 실책 |
| ---- | ----- | ----- | ---- | ---- | ---- | ---- | ----- | ----- | ---- | ---- | ---- | ---- | ---- | ---- | ---- | ---- | ---- | ---- |
| 2015 | LG    | 0.500 | 3    | 2    | 2    | 1    | 0     | 0     | 0    | 1    | 1    | 0    | 0    | 0    | 0    | 0    | 0    | 0    |
| 2018 | LG    | 0.400 | 7    | 5    | 3    | 2    | 0     | 0     | 0    | 2    | 0    | 0    | 0    | 1    | 0    | 0    | 0    | 1    |
| 2019 | LG    | -     | 1    | 0    | 1    | 0    | 0     | 0     | 0    | 0    | 0    | 0    | 0    | 0    | 0    | 0    | 0    | 0    |
| 통산 | 3시즌 | 0.429 | 11   | 7    | 6    | 3    | 0     | 0     | 0    | 3    | 1    | 0    | 0    | 1    | 0    | 0    | 0    | 1    |